# Felix Tauer

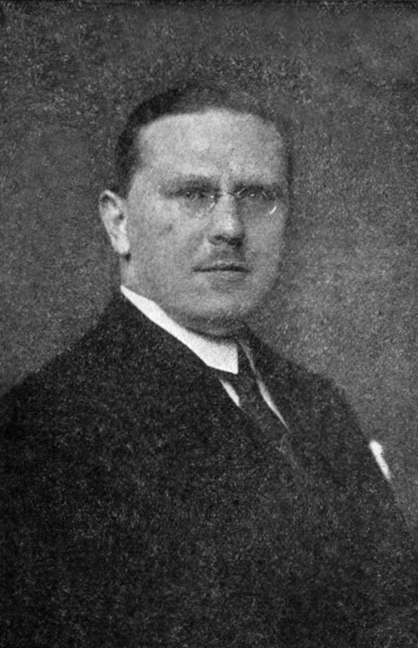
Felix Tauer, ca. 1928

Felix Tauer (* 20. November 1893 in Pilsen (Österreich-Ungarn); † 17. März 1981 in Prag) war ein tschechischer Orientalist, Historiker und Philologe. Er machte sich insbesondere um die Erforschung der arabischen Geschichten aus Tausendundeiner Nacht und des persischen Ẓafarnāma von Niẓām Šāmī verdient.
Er studierte an der Universität Prag Arabisch, Persisch und Türkisch bei Rudolf Dvořák, Rudolf Růžička und Max Grünert. 1917 erwarb er seinen Doktorgrad mit der Arbeit Al-Valíd ibn Jazíd ibn Abdulmalik, umajjovský chalífa a básník. 

## Werke
- Erzählungen aus den Tausendundein Nächten. Zum ersten Male aus dem arabischen Urtext der Wortley-Montague-Handschrift der Oxforder Bodleian Library übertragen und hrsg. von Felix Tauer. Insel, Frankfurt am Main 1966. Neuausgabe: Neue Erzählungen aus den Tausendundein Nächten. 2 Bände. Insel Taschenbuch, Frankfurt am Main 1989.